# Poundcake
«Poundcake» (с англ. — «Фунтовый пирог») — тридцать второй в общем и первый с альбома For Unlawful Carnal Knowledge сингл хард-рок группы Van Halen, выпущенный 18 июня 1991 года на лейбле Warner Bros.

## О сингле
«Poundcake» была первой песней, выпущенной в качестве сингла с альбома, попавшая на #1 в американском чарте Billboard Hot Mainstream Rock Tracks и #74 в чарте UK Singles Chart.
Эдди Ван Хален вспоминает, что песня не вызвала большой реакции, пока продюсер Энди Джонс не предложил ему сыграть ритм-треки с помощью 12-струнной гитары. После этого группа помогла сочинению песни. 12-струнные гитары удваиваются под обычной гитарой Эдди. Что касается гитарного соло, Эдди сказал, что « Соло идет четыре такта, еще четыре такта, затем два такта. Алекс продолжал настаивать, что оно не было закончено. Он любит считать, а я никогда не считаю. Я же строго чувствую. Я всегда путаюсь со временем, потому что никогда не считаю».
В песне есть звук электрической дрели Makita 6012HD во вступлении и во время гитарного соло. По словам Эдди, он управлял одной из таких дрелей в 5150 Studios, когда он играл, и звук, захваченный им, был сродни «запуск вашего двигателя». Впоследствии Эдди нарисовал дрель с полосами как на Frankenstrat, чтобы использовать её во время концертов.

## Клип
В официальном музыкальном клипе «Poundcake» режиссера Энди Морахана показано, как Эдди использует эту технику с помощью беспроводной дрели Makita, окрашенной в его фирменные красные, черные и белые полосы. Само видео проходит между сценами игры группы и скромной молодой леди, которую играет Диана Манзо, которая пришла на прослушивание (самодельная вывеска на стене гласит «кастинг Van Halen»).Во время ожидания она подглядывает за другими девушками через отверстие в двери раздевалки и восхищается их вызывающим платьем и поведением. Когда они, наконец, замечают ее, одна использует электрическую дрель, чтобы создать отверстие в двери и побеспокоить её, в конечном счете отпугивая её.
Видео также предваряется молодой девочкой, читающей стихотворение «из чего сделаны маленькие мальчики?». Видео заканчивается девочкой, совершающей ошибку, и режиссер говорит, что они сделают еще один дубль.

## Список композиций
12" сингл Европа, Англия
| №  | Название    | Длительность |
| -- | ----------- | ------------ |
| 1. | «Poundcake» | 5:22         |

| №  | Название               | Длительность |
| -- | ---------------------- | ------------ |
| 1. | «Pleasure Dome»        | 6:58         |
| 2. | «Интервью с Van Halen» | 5:48         |

## Участники записи
- Сэмми Хагар — вокал
- Эдди Ван Хален — электрогитара, бэк-вокал
- Майкл Энтони — бас-гитара, бэк-вокал
- Алекс Ван Хален — ударные